# Álvaro Ballarín Valcárcel
Álvaro César Ballarín Valcárcel (Melilla, 18 de setembre de 1962) és un polític espanyol del Partit Popular (PP), regidor de l'Ajuntament de Madrid entre 2007 i 2015 i diputat de la desena legislatura de l'Assemblea de Madrid.

## Biografia
Nascut el 18 de setembre de 1962 a la ciutat africana de Melilla, es va llicenciar en Dret i en Empresarials.
Nomenat al novembre de 2003, coincidint amb l'arribada a la presidència de la Comunitat de Madrid de Esperanza Aguirre, director general d'Arxius, Museus i Biblioteques de la Comunitat de Madrid, va cessar al juny de 2007.
Elegit regidor de l'Ajuntament de Madrid a les eleccions municipals de maig de 2007 (i reelegit a les de 2011), va ser nomenat per al càrrec de regidor-president del districte de Moncloa-Aravaca per Alberto Ruiz-Gallardón, i va ser mantingut en aquest per Ana Botella.
Amic de Francisco Nicolás Gómez Iglesias, «el Petit Nicolás», va rebre un polèmic suport d'aquest (demanant el vot de forma fraudulenta) en la seva campanya per a la presidència del PP al districte de Moncloa-Aravaca, que el va enfrontar el 2013 a José Carril. Ballarín és conegut entre els seus companys i rivals com el corcho («el suro»).
Va deixar el consistori el 2015, quan va ser elegit diputat de la x legislatura de l'Assemblea de Madrid, a les eleccions autonòmiques de 2015, en què es va presentar com el número 7 de la llista del PP encapçalada per Cristina Cifuentes. Ballarín, que llavors es trobava imputat per presumpta prevaricació, falsedat en document i desobediència de sentència judicial, va ser l'encarregat d'elaborar el programa i el codi ètic per a la campanya de Cifuentes. Va cessar com a diputat al setembre de 2017, quan va ser nomenat viceconseller de Cultura, Turisme i Esport del govern regional.